# Cicurina texana
Cicurina texana är en spindelart som först beskrevs av Willis J. Gertsch 1935.  Cicurina texana ingår i släktet Cicurina och familjen kardarspindlar. Inga underarter finns listade i Catalogue of Life.